# Sanvordem
Sanvordem is een census town in het district Zuid-Goa van de Indiase staat Goa. 

## Demografie
Volgens de Indiase volkstelling van 2001 wonen er 4832 mensen in Sanvordem, waarvan 50% mannelijk en 50% vrouwelijk is. De plaats heeft een alfabetiseringsgraad van 72%. 